# Volt (ridning)
Volt är ett ridmoment i dressyr där man rider i en cirkel. En volt kan ridas i vilken gångart som helst.

## Olika typer av volter
- Volterna - två stycken volter cirka 18 meter i diameter som placeras i varsin del av ridhuset, volterna möts nästan vid ridhusets mitt. Även kallade A- och C-volterna.
- Mittvolten - en volt på cirka 18 meter i diameter vars mittpunkt är mitt i ridhuset.
- Volt - volt som är cirka 9 meter i diameter, rids ofta då ryttaren rider på spåret, efter volten fortsätter ryttaren i samma riktning som tidigare.
- Volt tillbaka - är egentligen mest en halvvolt och används då ryttaren rider på spåret, efter volten så rider ryttaren tillbaks åt samma håll som hon kom ifrån. Övningen används ofta för att byta varv.
- Vänd igenom volten - används när man rider på någon av de stora volterna och vill byta varv inom volten. Vänd igenom volten kan göras var som helst på volten och man rider tvärs igenom volten i en S-kurva.
- Byt volt - Används då man rider på volterna och ska byta från till exempel A- till C-volten, samtidigt som man byter volt byter man även varv. Byter man volt flera gånger i rad blir det som att rida på en åtta.